# Viaggio in Portogallo
Viaggio in Portogallo è un libro di viaggio di José Saramago, pubblicato per la prima volta nel 1981.
Narra dell'autore (chiamato semplicemente il viaggiatore) che compie un viaggio nel proprio paese, il Portogallo.